# Sidicinusok
A sidicinusok oszk nyelvet beszélő népcsoport volt az ókori Itáliában.
A sidicinusok hatalma a Liris völgyére terjedt ki valamint a Roccamonfina környékére, de a történelmi források szerint az övék volt Fregellae is, még mielőtt a volscusok elfoglalták volna. Legfontosabb településük Teanum Sidicinum városa volt (mai Teano), amely i. e. 334 körül hódolt be Rómának, hadserege pedig beolvadt a rómaiak campaniai seregébe. Ezt követően nincs róluk említés, viszont az általuk egykoron lakott vidék (Sidicinum ager) feltűnik a pun háborúk leírásaiban, amelyek szerint Hannibal seregei, útban Capua felé kifosztották az itt létező településeket.